# 王建和
王建和（？—？），號乾純，南直隶池州府貴池縣民籍，徽州府祁门县人。明朝政治人物。

## 生平
万历三十一年（1603年）癸卯科应天乡试举人，萬曆四十一年（1613年）癸丑科進士，通政司觀政，四十二年授龍泉知縣，四十六年丁憂歸。天啓二年（1622年）起補桐栢縣，三年擢南刑部福建司主事，歷升郎中，六年升汝寧知府。崇藩護衛多驕恣，以恩威馭之，皆畏服。累遷浙江杭嚴道副使、湖廣參政，建和居官清惠，剛毅不阿，所至有聲，未几乞致仕歸。

## 家族
曾祖王仕奇。祖父王涵。父王邦憲。